# Шиэн, Дуглас
Дуглас Шиэн (англ. Douglas Sheehan; 27 апреля 1949 — 29 июня 2024) — американский телевизионный актёр. Шиэн наиболее известен благодаря роли Бена Гибсона, второго мужа Вэлин Юинг (Джоан Ван Арк), в прайм-тайм мыльной опере CBS «Тихая пристань», где он снимался с 1983 по 1987 год. Роль принесла ему две премии «Дайджеста мыльных опер».
Шиэн родился в Санта-Монике и окончил Колледж Сан-Диего Меса. Перед переходом в прайм-тайм, Шиэн в 1979—1982 годах снимался в дневной мыльной опере «Главный госпиталь». Роль принесла ему номинацию на Дневную премию «Эмми» в 1982 году. После «Тихая пристань», Шиэн снялся с Линдой Келси в ситкоме NBC «Изо дня в день» (1988-89), а затем сменил Майкла Лернера в роли отца главной героини ситкома UPN «Бестолковые».
Дуглас Шиэн скончался 29 июня 2024 года в возрасте 75 лет в своём доме в Биг-Хорне, штат Вайоминг.